# Jasmon
Jasmon – naturalny organiczny związek chemiczny uzyskiwany z oleju z kwiatów jaśminu. Kolor od bezbarwnego do bladego żółtego; ciecz ma woń jaśminu. Jasmon może występować w dwóch izomerycznych formach różniących się geometrią wokół podwójnego wiązania łańcucha pentenylu: cis-jasmon i trans-jasmon. Naturalny ekstrakt zawiera tylko formę cis, przy czym materiał syntetyczny jest często mieszaniną zawierającą obie formy z przewagą formy cis.
Komercyjnie jasmon jest wykorzystywany głównie do produkcji perfum i kosmetyków.